# Академическая гребля на летних Олимпийских играх 1964 — двойки
Соревнования среди двоек распашных без рулевого по академической гребле среди мужчин на летних Олимпийских играх 1964 года прошли с 11 по 15 октября на гребном канале Тода, расположенном на берегу реки Аракава в префектуре Сайтама. В соревновании приняли участие 28 спортсменов из 14 стран. Экипаж из Болгарии, заявленный на Игры не вышел старт соревнований. Действующие олимпийские чемпионы из СССР Валентин Борейко и Олег Голованов защищали свой титул, но выбыли из борьбы за медали уже после отборочного этапа.
Олимпийскими чемпионами стали канадские гребцы Джордж Хангерфорд и Роджер Джексон, завоевавшие первое в истории Канады золото в зачёте двоек распашных без рулевого. При этом изначально канадцы не входили в число основных претендентов на медали Игр. Золотая медаль, завоёванная Хангефордом и Джексоном стала единственной высшей наградой для сборной Канады во всех видах спорта. Серебряную медаль завоевали нидерландские гребцы Стевен Блайссе и Эрнст Венеманс, а бронзовую награду выиграли спортсмены из объединённой германской команды Михаэль Шван и Вольфганг Хоттенротт. Начиная со следующих Игр спортсмены их ФРГ и ГДР стали выступать отдельными сборными.

## Призёры
| Золото                                      | Серебро                                      | Бронза                                                                |
| Канада · Джордж Хангерфорд · Роджер Джексон | Нидерланды · Стевен Блайссе · Эрнст Венеманс | Объединённая германская команда · Михаэль Шван · Вольфганг Хоттенротт |

## Рекорды
До начала летних Олимпийских игр 1964 года лучшее олимпийское время было следующим:
| Лучшее олимпийское время | Спортсмены                               | Время   | Место | Дата            |
| ------------------------ | ---------------------------------------- | ------- | ----- | --------------- |
| Лучшее олимпийское время | СССР · Валентин Борейко · Олег Голованов | 7:02,01 | Рим   | 3 сентября 1960 |

По итогам соревнований ни одному из экипажей не удалось превзойти данный результат.

## Расписание
Время местное (UTC+9)
| Дата       | Время       | Раунд                  |
| ---------- | ----------- | ---------------------- |
| 11 октября | 14:00-15:00 | Предварительные заезды |
| 12 октября | 16:00-17:00 | Отборочные заезды      |
| 14 октября | 14:40       | Малый финал            |
| 15 октября | 14:30       | Финал A                |

## Результаты

### Предварительный этап
Победители каждого заезда напрямую проходил в финал соревнований. Все остальные спортсмены попадали в утешительные заезды, где были разыграны ещё три финальных места.

#### Заезд 1
| Место | Спортсмены                    | Страна     | Время   | Отставание | Примечания |
| ----- | ----------------------------- | ---------- | ------- | ---------- | ---------- |
| 1     | Стевен Блайссе Эрнст Венеманс | Нидерланды | 7:21,03 | +0,00      | FA         |
| 2     | Петер Боллигер Николя Жобе    | Швейцария  | 7:26,18 | +5,15      | R          |
| 3     | Роджер Нинем Роберт Ширло     | Австралия  | 7:32,75 | +11,72     | R          |
| 4     | Джеймс Эдмондс Тони Джонсон   | США        | 7:33,89 | +12,86     | R          |
| 5     | Такао Кого Норимаса Куросаки  | Япония     | 7:48,15 | +27,12     | R          |

#### Заезд 2
| Место | Спортсмены                         | Страна    | Время   | Отставание | Примечания |
| ----- | ---------------------------------- | --------- | ------- | ---------- | ---------- |
| 1     | Джордж Хангерфорд Роджер Джексон   | Канада    | 7:19,78 | +0,00      | FA         |
| 2     | Петер Кристиансен Ханс-Йорген Бойе | Дания     | 7:22,01 | +2,23      | R          |
| 3     | Карлос Монтальдо Рикардо Дуран     | Аргентина | 7:30,76 | +10,98     | R          |
| 4     | Валентин Борейко Олег Голованов    | СССР      | 7:37,35 | +17,57     | R          |
| 5     | Тойми Питкянен Вели Лехтеля        | Финляндия | DNF     | DNF        | R          |

#### Заезд 3
| Место | Спортсмены                           | Страна                          | Время   | Отставание | Примечания |
| ----- | ------------------------------------ | ------------------------------- | ------- | ---------- | ---------- |
| 1     | Михаэль Шван Вольфганг Хоттенротт    | Объединённая германская команда | 7:20,18 | +0,00      | FA         |
| 2     | Дэвид Ли Николсон Стюарт Фаркухарсон | Великобритания                  | 7:30,34 | +10,16     | R          |
| 3     | Мариано Каулин Густаво Перес         | Уругвай                         | 7:43,79 | +23,61     | R          |
| 4     | Чеслав Наврот Альфонс Слюсарский     | Польша                          | 7:47,02 | +26,84     | R          |
| —     | Георгий Николов Атанасс Мандаджиев   | Болгария                        | DNS     | DNS        | R          |

### Отборочный этап
Победители каждого заезда проходили в финал соревнований и продолжали борьбу за медали. Сборные, занявшие второе и третье место в своём заезде, продолжали участие в малом финале, где распределяли места с 7-го по 12-е. Остальные сборные выбывали из соревнований.

#### Заезд 1
| Место | Спортсмены                      | Страна    | Время   | Отставание | Примечания |
| ----- | ------------------------------- | --------- | ------- | ---------- | ---------- |
| 1     | Тойми Питкянен Вели Лехтеля     | Финляндия | 7:29,03 | +0,00      | FA         |
| 2     | Петер Боллигер Николя Жобе      | Швейцария | 7:34,23 | +5,20      | FB         |
| 3     | Мариано Каулин Густаво Перес    | Уругвай   | 7:39,43 | +10,40     | FB         |
| 4     | Валентин Борейко Олег Голованов | СССР      | 7:42,54 | +13,51     |            |

#### Заезд 2
| Место | Спортсмены                         | Страна    | Время   | Отставание | Примечания |
| ----- | ---------------------------------- | --------- | ------- | ---------- | ---------- |
| 1     | Петер Кристиансен Ханс-Йорген Бойе | Дания     | 7:31,11 | +0,00      | FA         |
| 2     | Чеслав Наврот Альфонс Слюсарский   | Польша    | 7:35,82 | +4,71      | FB         |
| 3     | Роджер Нинем Роберт Ширло          | Австралия | 7:39,18 | +8,07      | FB         |

#### Заезд 3
| Место | Спортсмены                           | Страна         | Время   | Отставание | Примечания |
| ----- | ------------------------------------ | -------------- | ------- | ---------- | ---------- |
| 1     | Дэвид Ли Николсон Стюарт Фаркухарсон | Великобритания | 7:28,30 | +0,00      | FA         |
| 2     | Джеймс Эдмондс Тони Джонсон          | США            | 7:30,84 | +1,54      | FB         |
| 3     | Карлос Монтальдо Рикардо Дуран       | Аргентина      | 7:42,23 | +13,93     | FB         |
| 4     | Такао Кого Норимаса Куросаки         | Япония         | 7:54,53 | +26,23     |            |

### Финалы

#### Финал B
| Место | Спортсмены                       | Страна    | Время   | Отставание | Итоговое место |
| ----- | -------------------------------- | --------- | ------- | ---------- | -------------- |
| 1     | Петер Боллигер Николя Жобе       | Швейцария | 7:05,71 | +0,00      | 7              |
| 2     | Чеслав Наврот Альфонс Слюсарский | Польша    | 7:08,38 | +2,67      | 8              |
| 3     | Роджер Нинем Роберт Ширло        | Австралия | 7:12,18 | +6,47      | 9              |
| 4     | Джеймс Эдмондс Тони Джонсон      | США       | 7:15,04 | +9,33      | 10             |
| —     | Карлос Монтальдо Рикардо Дуран   | Аргентина | DNS     | DNS        | —              |
| —     | Мариано Каулин Густаво Перес     | Уругвай   | DNS     | DNS        | —              |

#### Финал А
Основными фаворитами олимпийского турнира являлись действующие чемпионы Европы из Нидерландов Стевен Блайссе и Эрнст Венеманс. Также в число претендентов входили победители Игр Содружества британцы Дэвид Ли Николсон и Стюарт Фаркухарсон, а также чемпионы Игр 1960 года из СССР Валентин Борейко и Олег Голованов и победители Игр Содружества Мариано Каулин и Густаво Перес, однако ни советские, ни уругвайские гребцы не смогли пробиться в финал соревнований.
В финальном заезде лучше всего старт удался финским и канадским гребцам, которые к отметке 500 метров лидировали, опережая гребцов из Нидерландов почти на полторы секунды. К середине дистанции голландцы догнали лидеров, отставая от канадцев всего на 0,47 с. Начиная со второй половины заезда канадские гребцы серьёзно увеличили темп, оторвавшись от ближайших преследователей почти на 4 секунды. Финальный отрезок сильнее всех прошли гребцы из Нидерландов, которые с каждым метром дистанции сокращали отставание от Хангефорда и Джексона. На последних метрах дистанции голландцы вплотную приблизились к лидерам, однако на финише разрыв между ними составил 0,46 с. в пользу канадцев. Третьими на финиш пришли немецкие спортсмены, опередившие британских гребцов более чем на 3 секунды. В итоге все первые три места заняли экипажи, выигравшие и предварительные заезды.
| Место | Спортсмены                           | Страна                          | Время   | Отставание |
| ----- | ------------------------------------ | ------------------------------- | ------- | ---------- |
| 1     | Джордж Хангерфорд Роджер Джексон     | Канада                          | 7:32,94 | +0,00      |
| 2     | Стевен Блайссе Эрнст Венеманс        | Нидерланды                      | 7:33,40 | +0,46      |
| 3     | Михаэль Шван Вольфганг Хоттенротт    | Объединённая германская команда | 7:38,63 | +5,69      |
| 4     | Дэвид Ли Николсон Стюарт Фаркухарсон | Великобритания                  | 7:42,00 | +9,06      |
| 5     | Петер Кристиансен Ханс-Йорген Бойе   | Дания                           | 7:48,13 | +15,19     |
| 6     | Тойми Питкянен Вели Лехтеля          | Финляндия                       | 8:05,74 | +32,80     |